# Bruchus rufimanus
Bruchus rufimanus är en skalbaggsart som beskrevs av Karl Henrik Boheman 1833. Bruchus rufimanus ingår i släktet Bruchus och familjen bladbaggar. Arten är reproducerande i Sverige. Inga underarter finns listade i Catalogue of Life.

## Bildgalleri

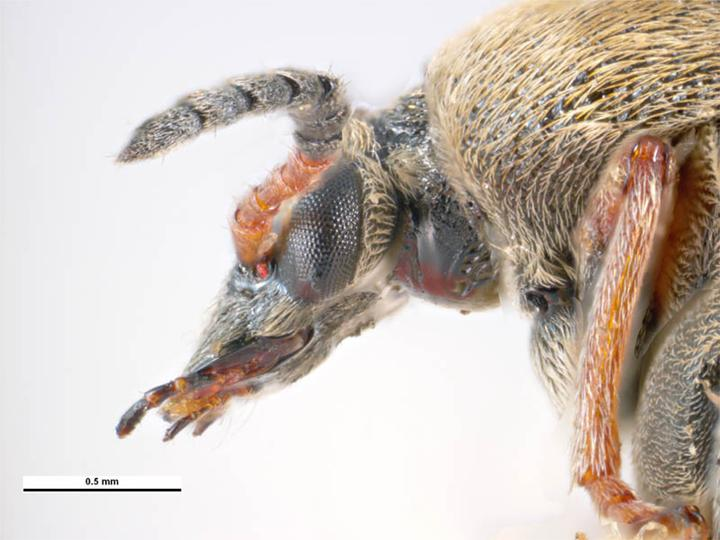
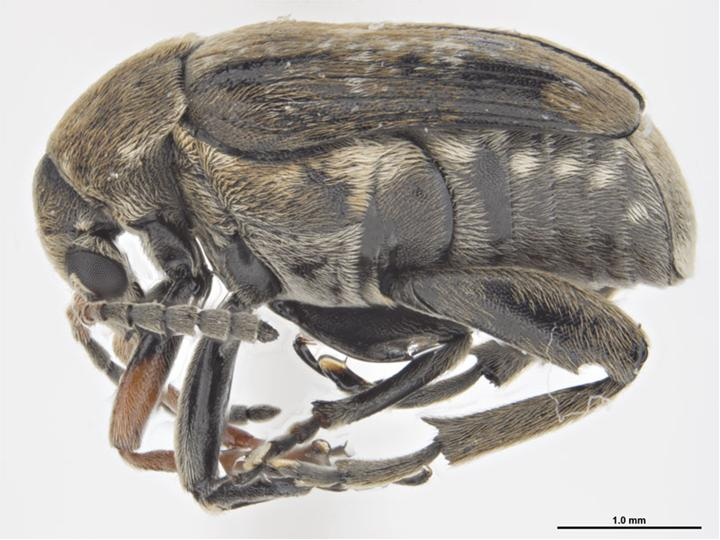
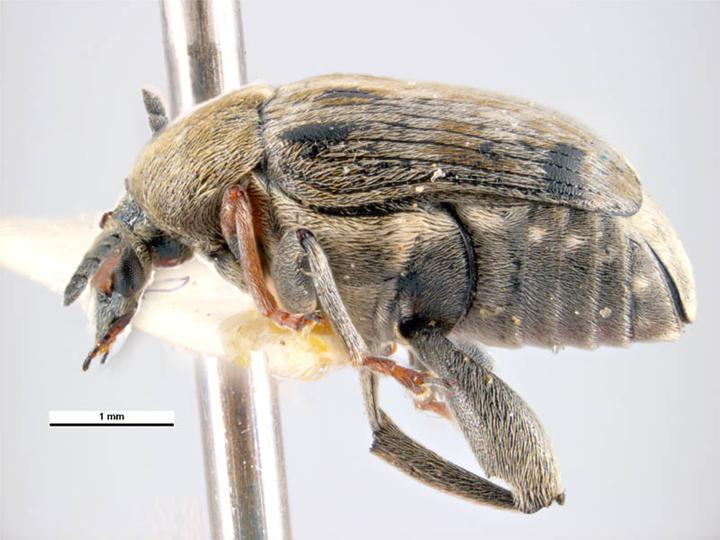